# Macrosamanea
Macrosamanea é um género de legume da família Fabaceae.
Este género contém as seguintes espécies:
- Macrosamanea consanguinea
- Macrosamanea macrocalyx
- Macrosamanea prancei